# Margarita Boladeras Cucurella
Margarita Boladeras Cucurella (Barcelona, España) es una catedrática emérita de Filosofía Moral y Política en la Universidad de Barcelona. Es conocida por sus importantes contribuciones en los campos de la filosofía, la ética y la bioética.

## Biografía
Margarita Boladeras estudió en Francia, Austria y Alemania, con lo que tiene buenos conocimientos de francés y alemán. Se licenció y doctoró en Filosofía en la Universidad de Barcelona, donde ha desarrollado la mayor parte de su carrera académica. A lo largo de los años, ha trabajado en el desarrollo y la difusión del pensamiento filosófico y ha participado activamente en numerosos congresos y seminarios, tanto nacionales como internacionales.

## Áreas de Investigación
Las principales áreas de investigación de Margarita Boladeras incluyen:
- Filosofía Moral
- Filosofía Política
- Bioética
- Derechos Humanos
- Ética Aplicada
- Violencia obstètrica[5]

## Publicaciones
A lo largo de su carrera, Boladeras ha publicado numerosos artículos y libros sobre temas relacionados con la ética y la filosofía política. Algunas de sus obras más destacadas incluyen:
- La ética de la responsabilidad (1999)
- Filosofía moral y bioética (2004)
- Ética aplicada y derechos humanos (2011)

- El concepto "violencia obstétrica" y el debate actual sobre la atención al nacimiento.[8]
- Bioética, sujeto y cultura[9]
- Carta de Margarita Boladeras a José Luis L. Aranguren[10]

## Reconocimientos
Margarita Boladeras ha recibido múltiples reconocimientos y premios por sus contribuciones a la filosofía y la ética, siendo una voz influyente en el debate sobre la bioética y los derechos humanos en España y otros países.